# Meotipa pulcherrima
Meotipa pulcherrima — вид аранеоморфних павуків родини павуків-тенетників (Theridiidae).

## Поширення
Батьківщиною виду є тропічна Африка. Він був завезений в Америку, Нову Гвінею, Китай, Корею, Японію та на острови Тихого океану.